# Woerdersluis
De Woerdersluis is een voormalige spuisluis en Rijksmonument in Spaarndam. De Woerdersluis is overwelfd en werd gebouwd in 1611 in hardsteen. De Woerdersluis verving de oorspronkelijke drie houten sluisjes, waarvan er een in 1364 al vervallen was.
De kolkwijdte van de sluis is 6,25 m. De sluis heeft twee paar deuren. Door de aanwezigheid van dwarsbalken was het niet mogelijk de sluis voor het schutten van vaartuigen te gebruiken.
Oorspronkelijk loosde de sluis onder vrij verval vanuit de Rijnlandse boezem naar het IJ, dat destijds verbonden was met de Zuiderzee, waardoor er eb- en vloed bewegingen waren. Inmiddels is het waterniveau in het IJ hoger geworden dan dat in de Rijnlandse boezem, waardoor de functie van de spuisluis verdween en werd overgenomen door Boezemgemaal Spaarndam.
Bij de sluis staat een beeldje van de held van Haarlem (Hansje Brinker), waar veel toeristen op af komen. Het beeld is gemaakt door Grada Rueb in 1950.
Ten westen van de Woerdersluis ligt de Kolksluis, ten oosten de Grote Sluis.

## Geschiedenis
In de middeleeuwen overstroomde de Oude Rijn regelmatig. Dit leidde tot ruzie tussen de bisschop van Utrecht en de graaf van Holland, omdat de graaf maatregelen nam om te voorkomen dat vanaf het land van de bisschop rond Woerden water in zijn graafschap stroomde. Onder andere legde de graaf bij Zwammerdam een dam in de Oude Rijn aan. In een oorkonde van keizer Frederik Barbarossa uit 1165 kreeg de graaf opdracht om de wateroverlast die de bisschop hierdoor ondervond op te lossen. In 1200 sloten de graaf en de bisschop een verdrag waarbij de bisschop toestemming kreeg om drie weteringen te graven waardoor zijn land kon afwateren op de Leidsemeer: de Heimanswetering, de Woudwetering en de Goog. 
De ruzies bleven voortduren, nu over het onderhoud van de sluizen in de Wendeldijk ten zuiden van de Leidsemeer, waarmee het overtollige water kon worden afgevoerd. Nu trad de paus op als scheidsrechter. In 1226 vaardigde de pauselijk legaat Koenraad een oorkonde uit waarmee hij het geschil tussen Floris IV van Holland en bisschop Otto II beslechtte. De bisschop moest het onderhoud van drie van de zeven sluizen betalen en niet vier, zoals de graaf wilde. Toen de afwatering op de Leidsemeer niet meer afdoende bleek, werd het water via het Spaarne naar het IJ afgevoerd. Om dit mogelijk te maken werden in 1253 of kort daarvoor zeven sluizen aangelegd in de Spaarndammerdijk. De verdeling voor het onderhoud van de sluizen in de Wendeldijk bleef in stand, waardoor het latere Groot-Waterschap van Woerden ging bijdragen aan de sluizen in Spaarndam.
De drie sluizen werden in 1611 vervangen door een stenen sluis, die nu nog steeds Woerdersluis wordt genoemd, naar het Groot-Waterschap van Woerden.
In 1611 werd een overeenkomst gesloten met het Hoogheemraadschap van Rijnland. Hierin was bepaald dat het Groot-Waterschap van Woerden mocht lozen op de boezem van Rijnland, mits Woerden eenzelfde capaciteit om te spuien naar het IJ zou realiseren. Ook het onderhoud was een verplichting van het Groot-Waterschap van Woerden. Dat dit waterschap Woerden er soms aan die onderhoudsverplichting herinnerd moest worden, blijkt uit een document uit 1715.
Sinds 1969 is de Woerdersluis vanwege oude delen een Rijksmonument, met nr. 19909.
In 2018 verscheen in de publiciteit dat de sluis in slechte staat was. De weg over de sluis (in beheer bij de gemeente) werd gesloten voor zwaar verkeer. De sluis was ruim 400 jaar oud. De sluis was inmiddels, na een fusie van het Groot-Waterschap van Woerden met het Hoogheemraadschap De Stichtse Rijnlanden (HDSR) eigendom geworden van deze nieuwe organisatie.

### Overdracht
Vanaf 2004 werd erover gesproken om de sluis over te dragen aan het Hoogheemraadschap van Rijnland. De sluis had geen functie meer voor de waterhuishouding, omdat het Noordzeekanaal (het voormalig IJ) een hoger waterpeil had gekregen dan de Rijnlandse boezem. Gemalen hebben inmiddels de functie van de spuisluis overgenomen.
Op 7 maart 2019 werd het eigendom van de sluis tijdens een feestelijke bijeenkomst in Spaarndam formeel overgedragen. Afgesproken werd dat HDSR zou bijdragen bij in de financiering van de renovatie van de Woerdersluis.

## Afbeeldingen

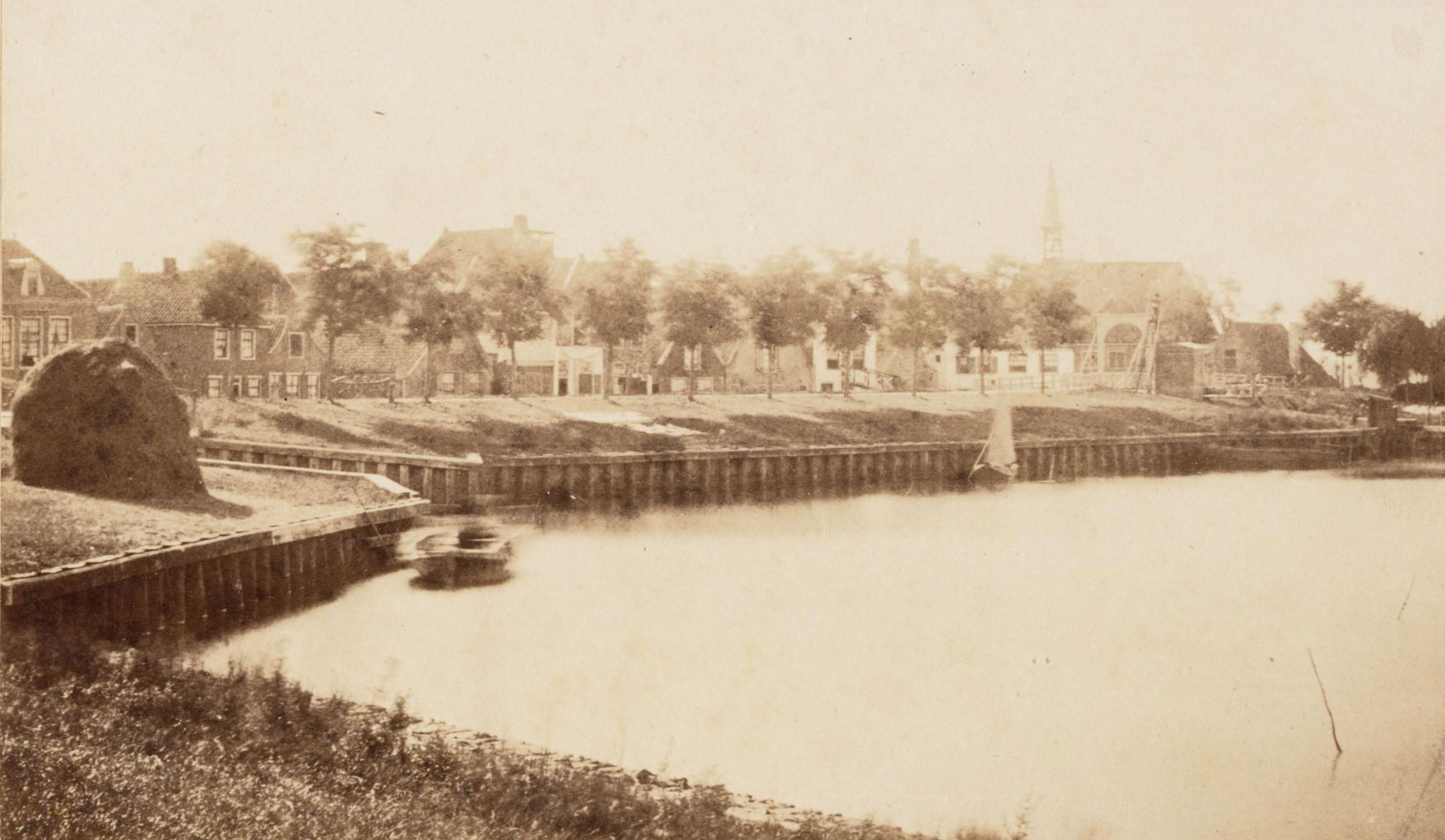
Gezicht op de IJdijk te Spaarndam tussen de Woerdersluis (links) en de Kolksluis (rechts) omstreeks 1860
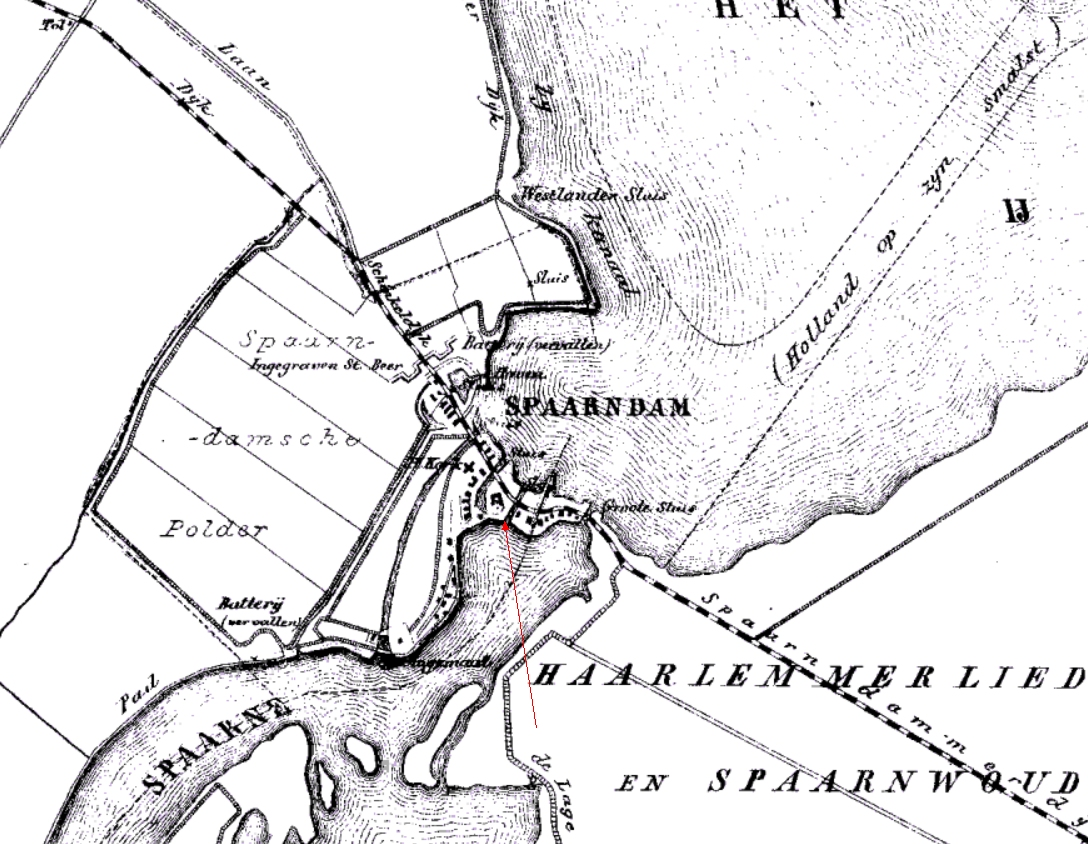
Ligging van de sluis op een kaart uit 1867
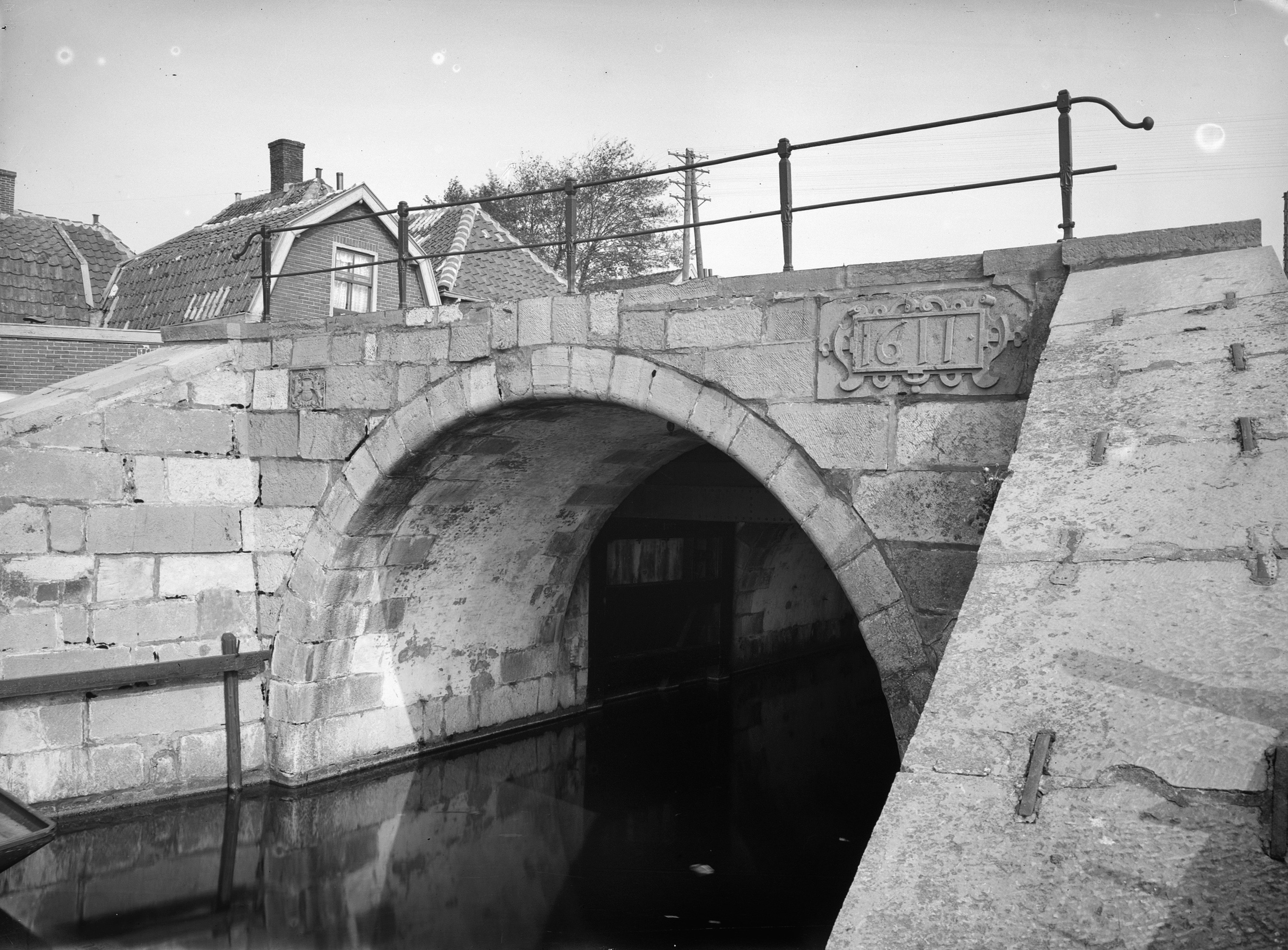
Woerdersluis in 1927
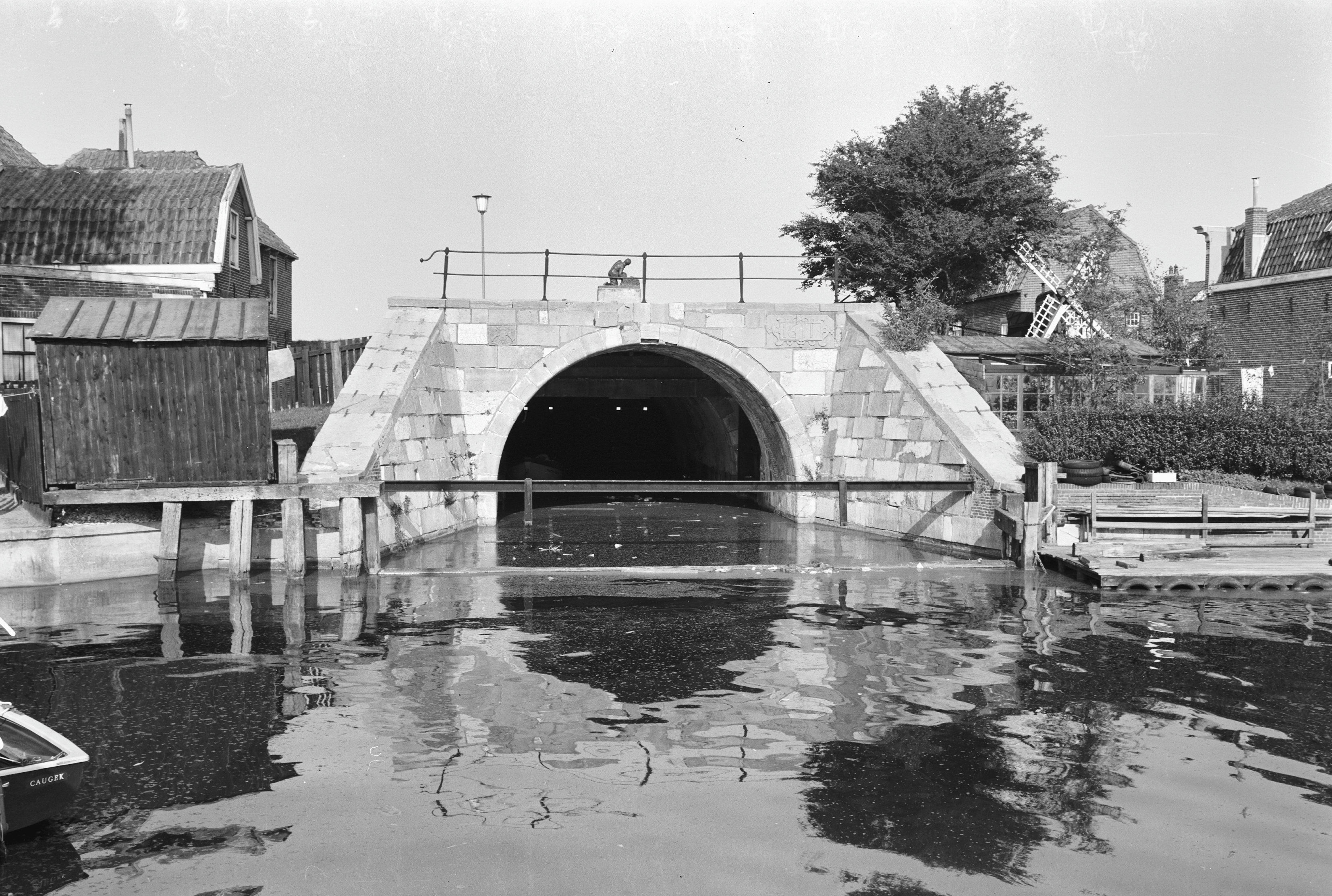
Aanzicht Woerdersluis. Op de sluis het beeldje van Hansje Brinker; september 1964.
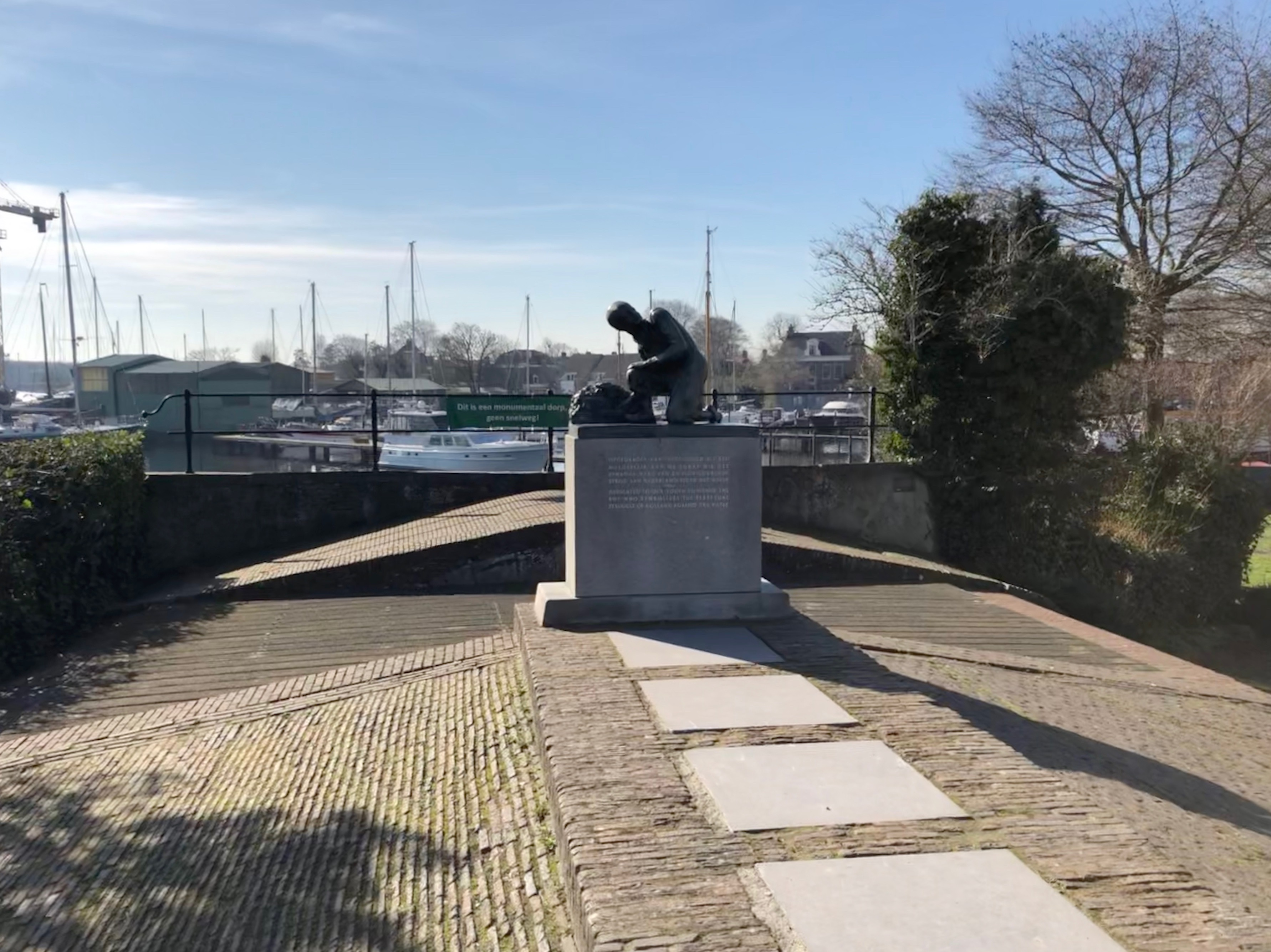
Beeldje Hansje Brinker op de overwelving van de sluis
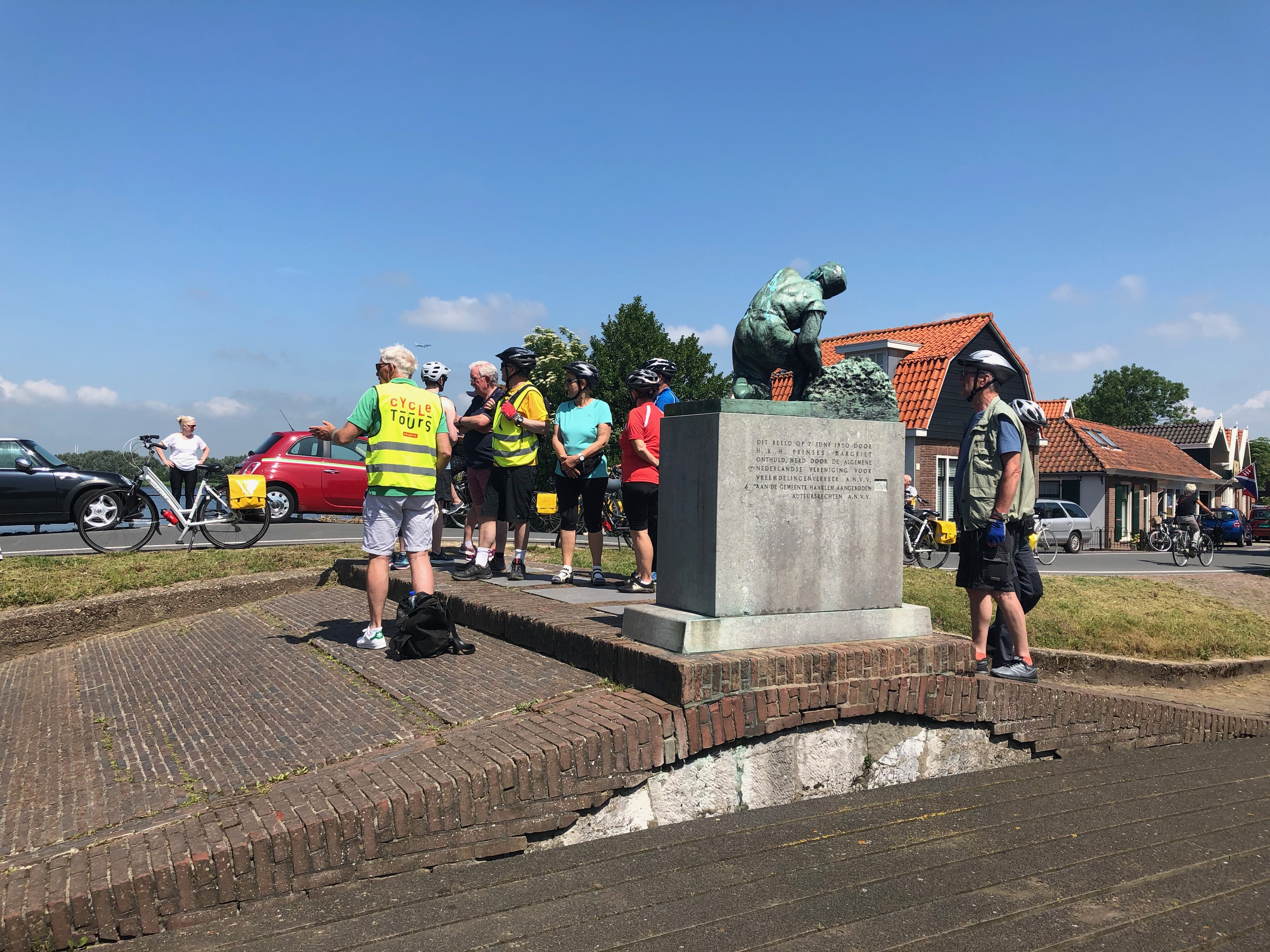
Toeristengroep bij beeldje Hansje Brinker op de Woerdersluis in 2018